# Christopher Vogler
Christopher Vogler (* 1949) ist US-amerikanischer Drehbuchautor und Publizist, bekannt für seine Arbeiten auf dem Gebiet des Drehbuchschreibens.

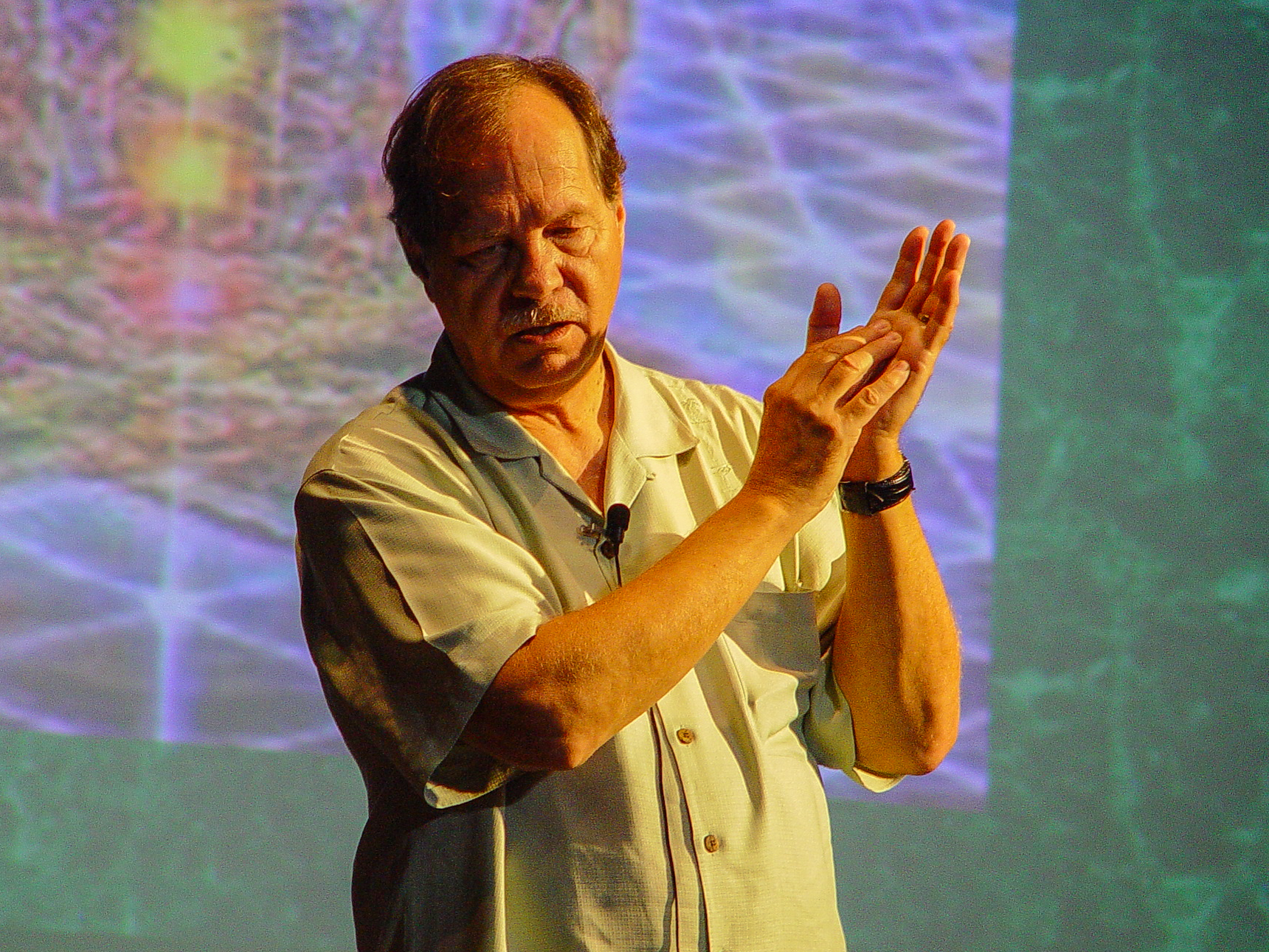
Christopher Vogler (2014)

## Leben
Christopher Vogler ist Mitarbeiter des renommierten Filmdepartments der University of Southern California (USC) im Bereich Stoffentwicklung und Autorenbetreuung. Er ist Leiter der Stoffentwicklungsabteilung von 20th Century Fox, Fox 2000.
An der University of California, Los Angeles (UCLA) wurde zur Zeit der Berufung Voglers 1975 hauptsächlich Aristoteles’ Lehre aus der Poetik, etwas griechisches und römisches Drama und Shakespeare gelehrt. Für Vogler war es wichtig, ein größeres theoretisches Gerüst zu verwenden, das auch die Dimensionen des Emotionalen und Geistigen einschließt. In seinem Buch “The Writer’s Journey” (Odyssee des Drehbuchschreibers, 1998) beschreibt er die Universalität von Erzählstrukturen. Diese bezieht er wesentlich aus den Studien des Mythenforschers Joseph Campbell “A hero with a thousand faces” und der Archetypenlehre des Schweizer Psychologen Carl Gustav Jung. Vogler beschreibt die „Reise des Helden“ als eine Art „Monomythos“, der allen Geschichten als Basis zugrunde liegt. Es handelt sich hierbei um den Durchlauf verschiedener Tests, Herausforderungen und Probleme, die der Held während seiner Geschichte besteht und die Vogler als den Gang der einzelnen Seele durch das Leben begreift.

## Werke
- Die Odyssee des Drehbuchschreibers (The Writer's Journey). 2001, Frankfurt am Main 1997, ISBN 3-86150-228-3.
- The Writer's Journey: Mythic Structure for Writers. 3. Aufl. 2007,  ISBN 978-1-932907-36-0.